# El Terrero, Chiapas
El Terrero är en ort i Mexiko.   Den ligger i kommunen Tonalá och delstaten Chiapas, i den sydöstra delen av landet, 700 km sydost om huvudstaden Mexico City. El Terrero ligger 22 meter över havet och antalet invånare är 194.
Terrängen runt El Terrero är platt åt sydväst, men åt nordost är den kuperad. Runt El Terrero är det ganska glesbefolkat, med 50 invånare per kvadratkilometer. Närmaste större samhälle är Tonalá, 7,5 km öster om El Terrero. Omgivningarna runt El Terrero är en mosaik av jordbruksmark och naturlig växtlighet.